# A.S. Handball Albatro Siracusa 2024-2025

## Stagione
L'Albatro Teamnetwork Siracusa nella stagione 2024-2025 disputa il suo dodicesimo campionato di massima divisione

## Mercato

### Sessione estiva
| Acquisti | Acquisti           | Acquisti      | Acquisti   | Acquisti |
| R.a      | Nome               | da            | Modalità   |          |
| -------- | ------------------ | ------------- | ---------- | -------- |
| PT       | Riccardo Fasanelli | Black Devils  | definitivo |          |
| TS       | Filippo Angiolini  | Junior Fasano | definitivo |          |
| TS       | Christian Guggino  | Haenna        | definitivo |          |
| TD       | Martín Molina      | Antequera     | definitivo |          |
| AD       | Daniele De Luca    | Trieste       | definitivo |          |
| AS       | Luigi Mantisi      | Girgenti      | definitivo |          |
| PV       | Albin Mesanovic    | Vinslövs      | definitivo |          |
| C        | Albert Sanek       | UNIA Tarnow   | definitivo |          |
| TD       | Luka Karanović     | Gračanica     | definitivo |          |

| Cessioni | Cessioni           | Cessioni           | Cessioni       | Cessioni |
| R.       | Nome               | a                  | Modalità       |          |
| -------- | ------------------ | ------------------ | -------------- | -------- |
| TS       | Patricio Crotti    | svincolato         | fine contratto |          |
| TD       | Alain Eyebe        | Camerano           | definitivo     |          |
| TS       | Alex Németh        | Szigetszentmiklósi | definitivo     |          |
| TS       | Julián Souto Cueto | svincolato         | fine contratto |          |
| PT       | Lorenzo Martelli   |                    | ritiro         |          |

### Sessione invernale
| Acquisti | Acquisti        | Acquisti    | Acquisti   | Acquisti |
| R.a      | Nome            | da          | Modalità   |          |
| -------- | --------------- | ----------- | ---------- | -------- |
| TS       | Cirilo          | Praia Clube | definitivo |          |
| PV       | Felipe Coutinho | Nacional    | definitivo |          |

| Cessioni | Cessioni            | Cessioni   | Cessioni    | Cessioni |
| R.       | Nome                | a          | Modalità    |          |
| -------- | ------------------- | ---------- | ----------- | -------- |
| C        | Juan Ignacio Zungri | Mascalucia | definitivo  |          |
| PV       | Albin Mesanovic     | svincolato | risoluzione |          |

## Rosa
| N° | Naz.                  | Ruolo | Sportivo             | Anno |  |  |
| -- | --------------------- | ----- | -------------------- | ---- |  |  |
| 12 | Italia (bandiera)     | P     | Riccardo Fasanelli   | 1998 |  |  |
| 39 | Brasile (bandiera)    | P     | Pedro Hermones       | 1993 |  |  |
| 5  | Italia (bandiera)     | PV    | Vito Claudio Marino  | 1994 |  |  |
| 6  | Italia (bandiera)     | PV    | Gianpaolo Sciorsci   | 2000 |  |  |
| 7  | Italia (bandiera)     | PV    | Michele Mantisi      | 1995 |  |  |
| 8  | Argentina (bandiera)  | T     | Juan Ignacio Zungri  | 1988 |  |  |
| 9  | Argentina (bandiera)  | T     | Juan Ignacio Cantore | 1989 |  |  |
| 10 | Argentina (bandiera)  | A     | Juan Pauloni         | 2000 |  |  |
| 13 | Italia (bandiera)     | A     | Daniele De Luca      | 2002 |  |  |
| 14 | Argentina (bandiera)  | T     | Martín Molina        | 1992 |  |  |
| 15 | Italia (bandiera)     | A     | Gianluca Vinci       | 1999 |  |  |
| 17 | Svezia (bandiera)     | PV    | Albin Mesanović      | 1996 |  |  |
| 18 | Italia (bandiera)     | A     | Francesco Burgio     | 2005 |  |  |
| 23 | Argentina (bandiera)  | T     | Máximo Miguel Murga  | 1985 |  |  |
| 22 | Brasile (bandiera)    | PV    | Felipe Coutinho      | 2000 |  |  |
| 24 | Italia (bandiera)     | T     | Cristian Guggino     | 2003 |  |  |
| 30 | Brasile (bandiera)    | T     | Cirilo               | 1999 |  |  |
| 32 | Montenegro (bandiera) | T     | Marko Bobičić        | 1992 |  |  |
| 33 | Polonia (bandiera)    | T     | Albert Sanek         | 1996 |  |  |
| 44 | Italia (bandiera)     | A     | Luigi Mantisi        | 2003 |  |  |
| 69 | Serbia (bandiera)     | T     | Luka Karanović       | 1998 |  |  |
| 73 | Italia (bandiera)     | T     | Filippo Angiolini    | 1999 |  |  |

### Staff tecnico
- Allenatore:  Mateo Garralda
- Vice allenatore:  Lorenzo Martelli
- Assistente:  Fabio Reale